# AI-14
是由苏联時期所設計為提供航空器使用之「九缸、氣冷式、星型往复式发动机（活塞發動機）」。

## AI-14延伸型機型
發動機主要延伸型機型為，在1950年12月接受國家試驗且在許多類型的輕型航空器上使用。而AI-14已安裝在數千架輕型航空器上。還有一種延伸型發動機使用在直升機及其它的航空器上。AI-14R通常使用於雙葉片螺旋槳的輕型航空器上，並以壓縮空氣來啟動。
除了蘇聯，(目前為)的行貨版本，從1956年直到2007年已由波蘭PZL航空航天製造商生產。
是由“伊萬維德涅耶夫”（Ivan Vedeneyev）公司改良為300馬力的延伸機型。且進一步發展為維德涅耶夫M14P（Vedeneyev M14P）系列的發動機。
另一種改良版本的發動機為"捷克斯洛伐克威亞M462"（Czechoslovak Avia M462），它提供給茲林Z 37農用飛機使用。
株洲HS-6（Zhuzhou HS-6）是根据АИ-14Р发动机技术资料仿制的九缸星形气冷式活塞发动机，装备初教-6飞机使用。1960年8月开始试制，1962年6月试制成功，累计制造700台。活塞-6系列主要有以下改型：
- 活塞-6甲　增大压缩比，提高功率。1963年初开始改型设计，10月制成进行试车，1965年投入批生产，到1986年累计制造3000多台。
- 活塞-6乙　进一步改进高空性能，设计加装涡轮增压器，于1966年制成。
- 活塞-6丙　1963-1970年改型设计的直升机用发动机，用于“701”和“延安二号”两种直升机。
- 活塞-6丁　进一步提高功率，1975年开始改型设计，1980年8月通过试车考核，用于运-11飞机。

## 航空器上之應用
- L-60旅長（延伸型）
- Antonov An-14 - AI-14RF
- ICA IS-23 - AI-14RF
- Kamov Ka-15 - AI-14V
- Kamov Ka-18 - AI-14VF
- Kamov Ka-26
- 初教-6
- PZL-101 Gawron
- PZL-104 Wilga - AI-14R
- Sever-2（aerosled based on GAZ-M20 Pobeda passenger car）
- Yakovlev Yak-12
- 雅克-18（延伸型）

## AI-14發動機諸元

### 基本参数
- 型号: 9缸，空氣冷卻，星型發動機
- 腔径: 105mm (4.13in)
- 行程: 130mm (5.12in)
- 排量: 10.13 Liters (618 cu in)
- 干重: 200kg (441lb)

### 组件
- 机械增压器: 單級，單速，齒輪傳動離心增壓器
- 供油系统: 化油器
- 冷却系统: 空氣

### 性能
- 功率输出: 

  - 功率 (起飛): 260 hp (194 kW)
  - 功率 (一般): 220 hp (161 kW)
- 压缩比: 5.9:1